# 倫敦獨立學區
倫敦獨立學區（英語：London Independent School District）是一個位於美國德克薩斯州努埃塞斯縣的公立學區，佔地98平方英里以及為605名處於學前到12年級的學生提供教育服務，並曾於2009年被德克薩斯州教育部評選為「模範學區」。該學區由兩所學校組成，分別是倫敦小學（英語：London Elementary School）以及倫敦初中和高中（英語：London Middle School & High school）。當中倫敦小學主要為學前兒童至4年級學生提供教育服務，而初中和在2011年開幕的高中則主要為5年級至12年級的學生提供教育服務（縱使5年級學生仍然被認爲是處於小學階段，但他們會被安排到初中部上課）。另一方面，位於該學區的學生亦可以選擇前往鄰近「佛羅·布魯夫獨立學區」（英語：Flour Bluff Independent School District）或「圖魯索—中途獨立學區」（英語：Tuloso-Midway Independent School District）的學校就讀。

## 外部連結
- 倫敦獨立學區官方網站 （页面存档备份，存于） （英文）